# Nyeri
Nyeri es una localidad de Kenia, con estatus de municipio, capital del condado del mismo nombre.
Tiene 125 357 habitantes según el censo de 2009. Se sitúa aproximadamente 180 km al norte de Nairobi, a medio camino entre los montes Aberdare y el monte Kenia.
La industria principal es el cultivo. El café y té son las cosechas principales y el maíz es la comida principal. La ciudad de Nyeri fue hasta 2013 la sede principal administrativa de la Provincia Central.

## Historia
En el tiempo de la colonia, Nyeri fue usada como guarnición, pero pronto se convertiría en centro comercial de granjeros y comerciantes.
Fue fundada en 1902 por el oficial inglés Richard Meinertzhagen.

## Demografía
Los 125 357 habitantes del municipio se reparten así en el censo de 2009:
- Población urbana: 63 626 habitantes (31 885 hombres y 31 741 mujeres)
- Población periurbana: 55 727 habitantes (27 677 hombres y 28 050 mujeres)
- Población rural: 6004 habitantes (3086 hombres y 2918 mujeres)

## Transportes
Nyeri se encuentra en el lateral oeste de la carretera A2, que al sur lleva a Makuyu, Thika y Nairobi y al norte lleva a Nanyuki, Marsabit y Etiopía. El acceso a Nyeri desde la A2 se hace a través de la carretera B5, que por el noroeste lleva a Nakuru pasando por Nyahururu. Al sur de Nyeri sale la carretera C70, que lleva a Othaya.

## Patrimonio

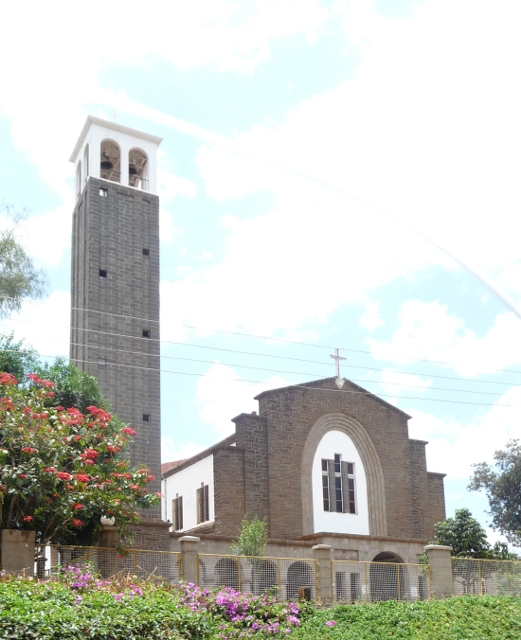
Catedral de Nyeri.

El Parque Wajee alberga la tumba de Baden-Powell, héroe de guerra británico y fundador del escultismo.